# Киевское восстание 1157 года
Киевское восстание 1157 года — восстание населения Киевского княжества против дружины Юрия Долгорукого после его смерти (предположительно, от отравления на пиру).
В 1157 году (после неудачной попытки Юрия изгнать Мстислава Изяславича с Волыни) сложился черниговско-волынско-смоленский союз против Юрия. Мстислав и Роман Ростиславич уже выступили на Киев, Изяслава же встретили послы, сообщившие о смерти Юрия.
Известно о симпатиях киевлян к старшей ветви потомков Мстислава Великого. В частности, в ходе предыдущей междоусобицы в Киеве Юрия своевременно не оповещали о приближении противника с Волыни, от чего недоумевал союзник Юрия Владимир Володаревич галицкий. Также предположительно в Киеве был отравлен не только Юрий, но и его сын Глеб (1171).
Были разграблены два двора Юрия (в Киеве и за Днепром) и двор его сына Василька в Киеве. Также по городам и сёлам убивали и грабили суздальцев.
В Киеве вокняжился Изяслав Давыдович.